# Carpilius corallinus
Guajá Vermelho ou caranguejo coral asa de morcego (Carpilius corallinus) é uma espécie de crustáceo que ocorre em alto-mar.

### habitat
vive em recifes de corais e rochas nas águas rasas pode ser encontrado  nas águas da América no atlântico

### usos
e usado para a alimentaçao 

### referencias
1. ↑  «carpilius corallinus». worms world register of marine species
2. 1 2 3  «carpilius corallinus herbst». sealifebase